# Georg Wilhelm von Goes
Georg Wilhelm von Goes (* 25. Juni 1789 in Windsheim; † 27. Mai 1849 in Stuttgart) war ein deutscher Verwaltungsjurist in Württemberg.

## Leben
Georg Wilhelm von Goes war Sohn des Pfarrers Carl Georg Friedrich Goes. Er besuchte das Gymnasium Windsheim. Am 12. Dezember 1806 immatrikulierte er sich an der Universität Erlangen für Rechtswissenschaft. Wie zwei Brüder wurde er Mitglied des Corps Onoldia, das ihn am 9. Mai 1807 recipierte. Er wurde am 15. September 1808 zum Consenior gewählt und verließ Michaelis 1809 die Universität. Er trat in den Verwaltungsdienst des 1806 entstandenen Königreichs Württemberg. Er stieg vom Geheimen Legationsrat (1817) über den Kabinettssekretär (1832) und den Ersten Kabinettssekretär (1841) zum  Staatsrat (1843) auf. 1828–1831 war er Mitglied der Zentralstelle des landwirtschaftlichen Vereins. 1841/42 ließ er sich vom Architekten Ludwig Friedrich Gaab in Stuttgart hinter der Militärstraße ein Gartenhaus errichten. Er wurde 1847 außer Dienst gestellt und erhielt 1848 den Titel Exzellenz. Er starb kurz vor seinem 60. Geburtstag.

## Ehrungen
- Orden der Württembergischen Krone, Ritter (1828)
- Orden der Württembergischen Krone, Komtur (1838)
- Friedrichs-Orden, Ritter (1844)
- Verdienstorden der Bayerischen Krone, Ritter